# Eotetranychus spectabilis
Eotetranychus spectabilis är en spindeldjursart som beskrevs av Ehara 1987. Eotetranychus spectabilis ingår i släktet Eotetranychus och familjen Tetranychidae. Inga underarter finns listade i Catalogue of Life.